# Роман Куркуас
Роман Куркуас ( грч. Ῥωμανός Κουρκούας   ) је био византијски аристократа и виши војсковођа средином 10. века.

## Биографија
Роман је био потомак породице Куркуас, породице јерменског порекла која постаје једна од главних породица међу анадолском војном аристократијом почетком 10. века.  
Био је син, и заједно са својом сестром Ефросинијом, једино познато дете великог војсковође Јована Куркуаса  који је 22 године био на дужности доместика схола (главног команданта византијске војске) и предводио византијске војске против муслиманских пограничних емирата у периоду 926–944.  Као дете, наводно је спашен од тешке грознице интервенцијом Пресвете Богородице Марије, у цркви Пеге, и као резултат тога служио је у цркви као depotatos (млађи помоћник) до свог пунолетства. 
Као и већина мушких чланова његове породице, Роман је наставио војну каријеру, о којој се мало зна. Византијски историчари Теофанов Настављач и Јован Скилица само помињу да је он командовао на истоку против муслимана, освојио многе тврђаве, добио титулу patrikios и управљао над неколико тема .  На основу сигилографских доказа, вероватно је служио као војни гувернер ( strategos ) теме Месопотамије, функцију коју су такође имали његов стриц Теофил Куркуас и његов братанац Јован Цимискије . 
У време смрти цара Романа II 963. године, он је већ био magistros и stratelates Истока.  Царева смрт изазвала је вакуум моћи, у којем се Заповедник схола, Нићефор Фока, борио са моћним главним министром Јосеифом Врингом за управљање државом. Вринга је покушао да добије подршку Романа и Цимискија против Фоке, обећавајући им Доместикате Запада и Истока. Међутим, уместо да се окрену против Фоке, њих двојица су обавестили Фоку о понуди и навели трупе да га прогласе за цара.   Као награда, чини се да га је Фока именовао на дужност коју је обећао Вринга, пошто је пронађен печат који припада „Роману, магистросу и доместику схола“ и датира из времена Фокине владавине.  
Роман је имао једног познатог сина, такође по имену Јован, који је такође постао генерал и пао у опсади Доростолона 971. године против Руса .  